# Sint-Ludgeruskerk (Billerbeck)
De katholieke proosdijkerk Sint-Ludgeruskerk is een bedevaartkerk in de stad Billerbeck in de Duitse deelstaat Noordrijn-Westfalen. De kerk behoort tot de parochie- en proosdijgemeenschap Sint-Johannes en Sint-Ludgerus en is het centrum van de verering van de heilige Ludgerus (ook: Liudger), apostel der Friezen.

## Geschiedenis

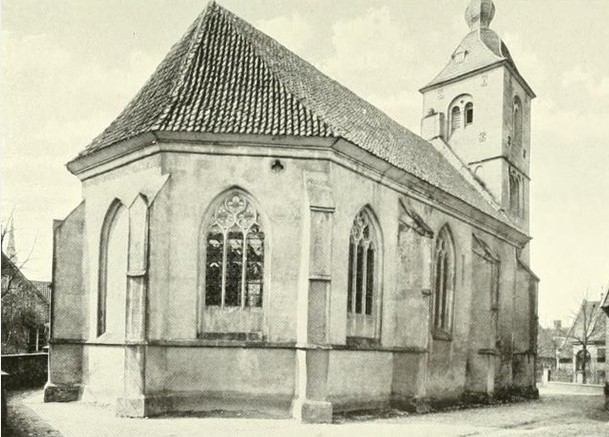
De oude Ludgeruskerk in 1891

Op 26 maart 809 stierf bij Billerbeck de heilige Ludgerus. Aangenomen wordt dat de plaats zich al snel ontwikkelde tot een belangrijke bestemming voor pelgrims. Er werd in de 11e eeuw een kerk gebouwd en sinds 1730 stond op de plaats waar de apostel stierf een kapel. Deze kapel moest in de 19e eeuw op haar beurt weer wijken voor de huidige kerk.
De neogotische Ludgeruskerk werd in de jaren 1892-1898 van zandsteen uit de Baumberge gebouwd in de vorm van een basiliek met dwarsschip. De kerk kreeg torens van meer dan 100 meter hoog en heeft door de indrukwekkende afmetingen de allure van een kathedraal. De plaats waar de heilige Ludgerus is gestorven is geïntegreerd in de kerk en bevindt zich in de zuidelijke toren.
Bij de inwijding van de kerk merkte de bisschop van Münster op dat deze kerk met alle recht de Ludgerus-Dom genoemd kon worden. Daarom wordt de kerk in de volksmond vaak als dom betiteld, ook al is het geen kathedraal in de strikte zin van het woord.

## De sterfkapel
De sterfkapel is het hoofddoel van de bedevaartgangers. Het marmeren altaarreliëf stelt de dood van Liudger omringd door zijn broeders voor. In het altaar bevindt zich een verlichte nis met een monstrans, waarin zich een reliek uit de rechtervoet van de heilige bevindt. Het westelijk venster verbeeldt het overbrengen van de beenderen van de apostel naar Werden en daaronder de apostel in gebed. Een ander venster toont o.a. de legende hoe Gerfrid en Heriburg, een neef en zuster van de heilige, door een teken uit de hemel de dood van Liudger vernemen.

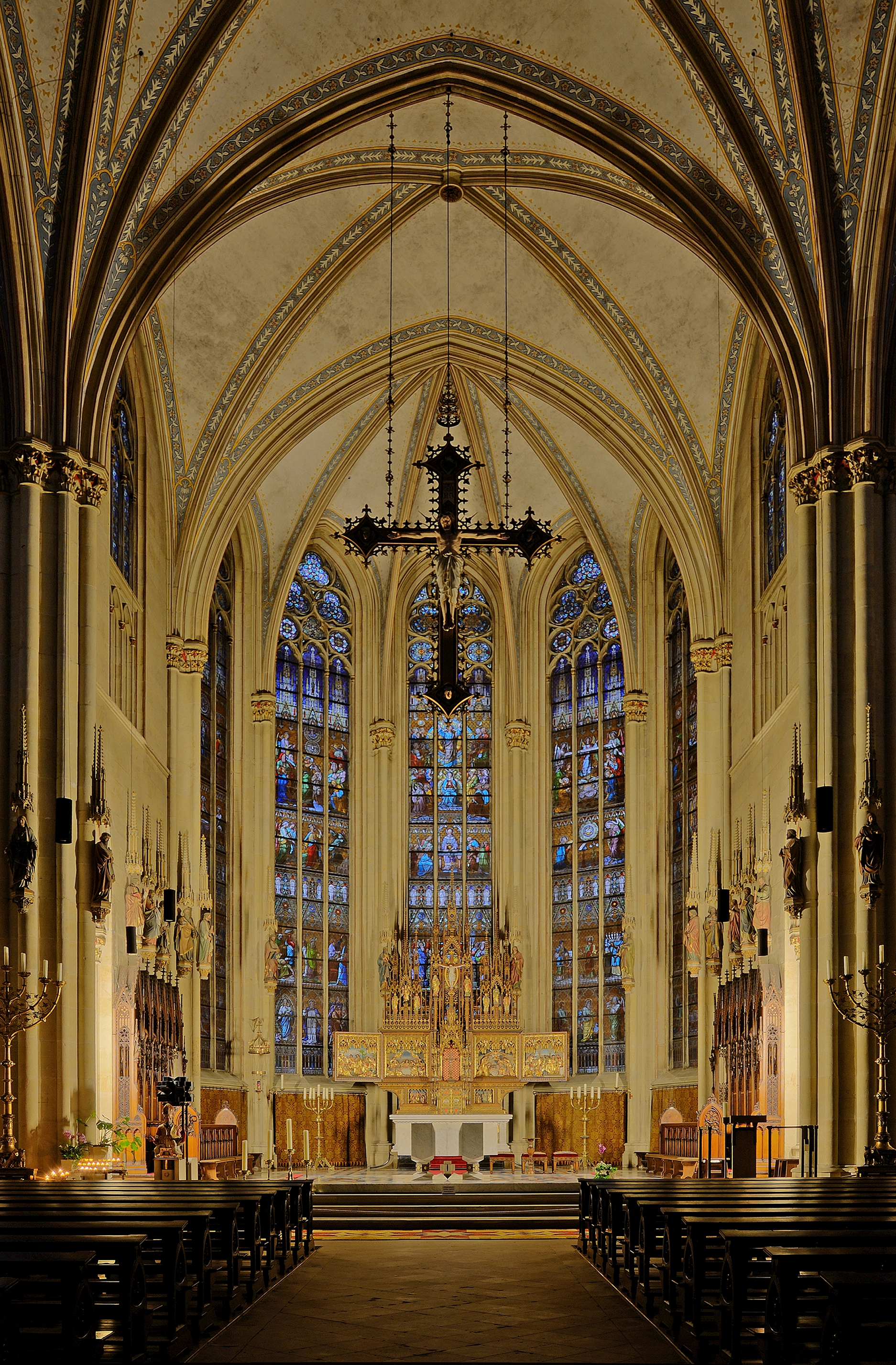
Interieur

## Interieur
- De kerk wordt met kruisribgewelven overspannen.
- De gebrandschilderde ramen in het koor bevatten Bijbelse voorstellingen uit het Oude en Nieuwe Testament. De enige niet-Bijbelse voorstelling heeft betrekking op de laatste mislezing van Liudger voor zijn sterven en bevindt zich in het middelste venster.
- Het antependium van het neogotische hoofdaltaar toont drie panelen met offerscènes: Isaak, Melchizedek en Abel. Naast het tabernakel bevinden zich houtsnijwerken met scènes uit het leven van Jezus. Het vleugelaltaar toont de wonderbare spijziging; het laatste avondmaal; de geboorte van Christus en de bruiloft te Kana; de buitenzijde de opstanding en de hemelvaart van Christus. De heiligen boven in de nissen zijn van links naar rechts: Petrus, Michaël, Paulus, Maria en Johannes (onder het kruis), Liudger, Jozef en Nicolaas.
- Op het altaar staat een reliekbuste van Liudger uit 1735. Het reliek bevat kraakbeen en as van zijn lichaam.
- Het noordelijke zijaltaar is gewijd aan de Moeder Gods. Is het vleugelaltaar geopend, dan is een beeld te zien van de Heilige Maagd geflankeerd door engelen. Op de panelen bevinden zich afbeeldingen van heiligen. In gesloten stand toont het altaar in het midden een voorstelling van de verkondiging met links een paneel van Liudger en rechts Johannes.
- Het zuidelijke zijaltaar is gewijd aan de heilige Jozef; de panelen en reliëfs van het geopende vleugelaltaar hebben betrekking op het leven van Jozef. In gesloten stand toont het altaar de verheffing van Jozef als schutspatroon van de kerk door paus Pius IX op 8 december 1870.
- In de noordelijke toren worden de gevallenen in de Tweede Wereldoorlog herdacht. De namen staan op eenvoudige houten kruisen. Boven de ingang worden de namen van de 100 vermisten vermeld. Tussen de kruisen staat een replica van de piëta van Wilhelm Achtermann, die in de laatste oorlog in de dom van Münster stond en door de bombardementen op de stad volledig verwoest werd. De replica werd gemaakt door de beeldhouwer Bernhard Meyer en op 16 december 1937 door een burger van Billerbeck geschonken[1].

## Klokken
In de zuidelijke toren hangt sinds 21 november 1992 de nieuwe Liudgerklok. De klok werd ter gelegenheid van het 1250-jarig jubileum van Ludgerus' geboortedag gegoten. De overige vijf klokken werden vlak na de Tweede Wereldoorlog gegoten, omdat de oorspronkelijke klokken in de oorlog ten behoeve van de wapenindustrie moesten worden afgegeven. De kleine klok in de dakruiter luidt alleen tijdens speciale gelegenheden, zoals met kerstavond of Pasen.
| Nr. | Naam                         | Gietjaar | Gieter                  | Doorsnee (cm) | Gewicht (kg) | Slagtoon | Inschrift                                                                         |
| --- | ---------------------------- | -------- | ----------------------- | ------------- | ------------ | -------- | --------------------------------------------------------------------------------- |
| 1   | Liudger                      | 1992     | Petit & Gebr. Edelbrock | 220           | 7.200        | ges0     | Ich verkünde euch Christus –– Glaube überwindet Grenzen.                          |
| 2   | Salvator                     | 1946     | Petit & Gebr. Edelbrock |               |              | b0       | MVnDI CVnCtlpotens reCtor saLVat pereVntes SaLVatorl ergo IVngere Vos IVbeo.      |
| 3   | Maria                        | 1946     | Petit & Gebr. Edelbrock |               |              | des1     | Sancta Maria regina piissima pacis adesto Pacem da populis clamat ahenea vox.     |
| 4   | Jozef van Nazareth           | 1946     | Petit & Gebr. Edelbrock |               |              | es1      | Joseph vir iustus fidusque pudens humilisque Virtutes doceas defendas vitia.      |
| 5   | Ludgerus                     | 1946     | Petit & Gebr. Edelbrock |               |              | f1       | Ludgerus vocor hie pagoque urbique patronus Bellis expertus von tueor geminis.    |
| 6   | S. Crux                      | 1946     | Petit & Gebr. Edelbrock |               |              | ges1     | Bis bello contrita refusa crucique dicataoccisos plango, iam super astra voco.    |
| 7   | Kleine Katharina (Dakruiter) |          |                         |               |              |          | Parvula sum Catharina vocata ad sacrificandum Invito cunctos quotquot sunt feriæ. |